# Ján Dekan
Ján Dekan (Ipolyság, 1919. február 6. – Pozsony, 2007. augusztus 21.) akadémikus régész, történész, művészettörténész, író, egyetemi oktató.

## Élete
A pozsonyi Comenius Egyetem Bölcsész karán tanult, 1943-ban végzett. 1946-tól a Szlovák Tudományos Akadémia Történeti Intézetében kezdett el dolgozni és egy évre rá ledoktorált. 1948-1951 között a turócszentmártoni Maticaban dolgozott, majd 1951-1952-ben ismét a Történeti Intézet munkatársa. 1951-1953 között mint külső igazgató részt vett a nyitrai Régészeti Intézet létrehozásában. 1951-ben tanszékvezető, 1953-ban pedig docens és dékán (1957-ig) lett. 1964-ig oktatott a Comenius Egyetemen. 1964-1973 között a Régészeti Intézet munkatársa, 1973-1987 között pedig a Szlovák Tudományos Akadémia Művészettudományi Intézetének igazgatója volt. 1975-ben a tudományok doktora, 1980-ban szlovák, 1981-ben csehszlovák akadémikus lett.
Kutatásának központjában a klasszika archeológia, az avar-szláv együttélés, a Nagymorva birodalom és az antik és bizánci művészet álltak. 1950-1956 között a dévényi és 1965-től Ľudmila Kraskovskával oroszvári régészeti ásatásokat vezette. A Musaica tanszéki periodikum, az ARS folyóirat ill. az Encyklopédia Slovenska szerkesztője volt.

## Emlékezete és kitüntetései
- 1977 – Szlovák Szocialista Köztársaság nemzeti díja
- 1979 – Munka Érdemrend

## Művei
- 1948 K problémom slovanského osídlenia na Slovensku. Historica Slovaca 6-7, 55-82.
- 1950 Výskum na Devíne roku 1950. Arch. Roz. 3, 164-168.
- 1951 Slovenské dejiny II. Bratislava
- 1952 Dejiny ČSR – učebný text pre IV. triedu gymnázií a pedagogických gymnázií. Bratislava (tsz.)
- 1951 Za stalinské riešenie otázok etnogenézy. Bratislava
- 1972 Herkunft und Ethnizität der gegossenen Bronzeindustrie des VIII. Jahrhunderts. Slovenská archeológia XX-2, 317-452.
- 1974 Poéma o hrdinstve
- 1974 Ján Kulich – album
- 1976/1979 Veľká Morava – Doba a umenie. Bratislava (1980-ban és 1981-ben több nyelvre lefordítva)
- 1979 Apoteóza slobody na antickej mise zo Stráží. Bratislava
- 1983 Odev nášho ľudu (tsz.)
- 2005 Clivé žalmy

## Magyarul
- Moravia Magna. A Nagymorva Birodalom kora és művészete; ford. Rácz Olivér, fotó id., és ifj. Alexander Paul; Tatran, Bratislava, 1980

## Külső hivatkozások
- osobnosti.sk
- Lévai Könyvtár